# Diocesi di Unizibira
La diocesi di Unizibira (in latino Dioecesis Unizibirensis) è una sede soppressa e sede titolare della Chiesa cattolica.

## Storia
Unizibira, forse identificabile con Henchir-Zembra nell'odierna Tunisia, è un'antica sede episcopale della provincia romana di Bizacena.
Sono tre i vescovi noti di Unizibira. Alla conferenza di Cartagine del 411, che vide riuniti assieme i vescovi cattolici e donatisti dell'Africa romana, prese parte il donatista Massimino, senza competitore cattolico. Cipriano intervenne al sinodo riunito a Cartagine dal re vandalo Unerico nel 484, in seguito al quale venne esiliato. Questo vescovo è menzionato anche da Vittore di Vita nella sua storia delle persecuzioni vandale. Un vescovo Cipriano è ricordato nel martirologio romano alla data del 12 ottobre. Terzo vescovo noto di Unizibira è Donato, che prese parte al concilio antimonotelita del 641.
Dal 1933 Unizibira è annoverata tra le sedi vescovili titolari della Chiesa cattolica; la sede è vacante dal 12 luglio 2023.

## Cronotassi

### Vescovi
- Massimino † (menzionato nel 411) (vescovo donatista)
- Cipriano † (menzionato nel 484)
- Donato † (menzionato nel 641)

### Vescovi titolari
- Pius Bonaventura Dlamini, F.F.J. † (14 dicembre 1967 - 13 settembre 1981 deceduto)
- Rémy Victor Vancottem (15 febbraio 1982 - 31 maggio 2010 nominato vescovo di Namur)
- Agapitus Enuyehnyoh Nfon (8 aprile 2011 - 15 marzo 2016 nominato vescovo di Kumba)
- Luis Enrique Rojas Ruiz (19 giugno 2017 - 12 luglio 2023 nominato vescovo di Punto Fijo)